# Troublesome Night

Troublesome Night (Yin yang lu) est une prolifique série de films d'horreur hongkongais, dont les premiers films étaient constitués de plusieurs segments (en quelque-sorte un équivalent asiatique de la série télévisée américaine Les Contes de la crypte).
Le premier film a été réalisé en 1997 et le dernier en date, Always Be with You, est sorti en 2017 dans les salles asiatiques.
Plusieurs des acteurs ont participé à de nombreux opus de la série, dont Helena Law.

## Troublesome Night(1997)

### Synopsis
La première histoire (Speculating in Grave Stories) concerne un groupe de campeurs qui installent leurs tentes sur une plage à côté d'un ancien cimetière. Ils vont se livrer à un jeu morbide avec les textes des pierres tombales.
Le deuxième segment (Dark Bright Road) est l'histoire d'un couple qui doit fêter un anniversaire. Le mari n'arrive pas à se débarrasser de sa maîtresse.
Dans Red All Over, la troisième histoire, on retrouve trois des campeurs à nouveau dans un cimetière. La couleur rouge commence à devenir l'obsession de l'une des filles.
Enfin dans la quatrième et dernière partie, deux des rescapés retrouvent un acteur à succès pour la première de son dernier film...

### Fiche technique
- Titre original : Yin yang lu
- Réalisation : Wai-Man Cheng, Long-Cheung Tam et Herman Yau
- Durée : 98 minutes

### Distribution
- Helena Law : Vieille dame effrayante
- Simon Lui : Peter Butt
- Louis Koo : Ken Ni Chi-Keung
- Ada Choi : Fille entreprenante
- Christy Chung : Mrs. To
- Sunny Chan : To Ka-Ming
- Kenix Kwok : Copine de Ka-Ming
- Teresa Mak : Jojo
- Allen Ting : Mec aux cheveux longs
- Jason Chu : Bee
- Siu-Kei Lee : Dr. Ho
- King-Tan Yuen : Miss Yuen
- Frankie Ng Chi-hung : Ng Tai-Hung
- Christine Ng : May
- Kar Sin Pak : Grosse fille

### Autour du film
- Pour les premières semaines d'exploitation à Hong Kong, les résultats au box-office de ce premier opus de la série ont fait mieux que son "concurrent" américain Scream.

## Troublesome Night 2(1997)

### Synopsis
Dans la première histoire, une jeune fille raconte à une émission de radio comment son petit-ami est mort de façon tragique. L'animateur radio lui suggère de sauter d'un toit si elle souhaite vraiment le rejoindre. Elle s'exécute et son fantôme vient hanter l'animateur.
Un groupe d'amis prend la mer dans la seconde histoire. Ils arrivent sur les lieux d'un naufrage et sauvent une dame mystérieuse.
Dans la troisième et dernière histoire, on retrouve l'un des animateurs radio qui quitte son travail et se met à participer à des courses de moto.

### Fiche technique
- Titre original : Yin yang lu zhi wo zai ni zuo you
- Réalisation : Herman Yau
- Durée : 89 minutes

### Distribution
- Louis Koo : Sam
- Simon Lui : Chang
- Allen Ting : Cheung Fat
- Amanda Lee : Anita
- Kar Lok Chin : Chuen
- Tat-Ming Cheung : Dan
- Christine Ng : Miu
- Frankie Ng Chi-hung : Wah
- Liz Kong : Fille dans l'eau
- Yiu-Cheung Lai : Bobby
- Vincent Kok : Manager de la station
- Fai Mang : Adversaire de Sam

## Troublesome Night 3(1998)

### Synopsis
La première histoire nous montre un employé de funérarium chargé de préparer le corps d'une star qu'il vénère, et qu'un accident a complètement défiguré.
Dans le deuxième volet, un homme décide d'aller voir qui lui jette des objets depuis sa fenêtre. Mais cet immeuble n'est pas très accueillant.
Enfin, un autre des employés du funérarium cause un catastrophe à cause de ses penchants bizarres.

### Fiche technique
- Titre original : Yam yeung lo ji sing goon faat choi
- Réalisation : Herman Yau
- Durée : 99 minutes

### Distribution
- Helena Law : Mère de Gigi
- Christine Ng : Gigi
- Louis Koo : Lik
- Vincent Kok : Policier
- Kin-Yan Lee : Directeur du funérarium
- Simon Lui : Dai-Cheung Tsui
- Fennie Yuen : Sœur Hung
- Allen Ting : Shishedo
- Frankie Ng Chi-hung : Sun-Kwai
- Emotion Cheung : Trump
- Michael Tse : Daviv

## Troublesome Night 4(1998)

### Synopsis
Un livreur se voit confier une urne funéraire dans la première histoire de ce film. La livrer ne sera pas un exercice facile.
Les boniments d'une diseuse de bonne aventure se révèlent vrais les uns après les autres. La femme dont l'avenir a été prédit s'inquiète de plus en plus dans cette deuxième histoire.
Un trio de jeunes hommes cherchent à pimenter leurs vacances. Mais trouver des prostituées fiables n'est pas chose facile.

### Fiche technique
- Titre original : Aau yeung liu 4 yue gwai tung hang
- Réalisation : Herman Yau
- Durée : 97 minutes

### Distribution
- Louis Koo : Wing
- Paulyn Sun : Apple
- Simon Lui : Leonardo
- Tat-Ming Cheung : DiCaprio
- Yiu-Cheung Lai : Chauffeur
- Timmy Hung : Alan
- Anthony Cortez : Rocky
- Raymond Wong : Mr. Wong

### Autour du film
- Cet opus est une coproduction philippines.

## Troublesome Night 5(1999)

### Fiche technique
- Titre original : Yin yang lu wu zhi yi jian fa cai
- Réalisation : Herman Yau

### Distribution
- Helena Law : Grand-mère
- Louis Koo : Lum Chung Fat
- Simon Lui : Cheung 'voiture rapide'
- Frankie Ng Chi-hung : Dee
- Yiu-Cheung Lai : Sing
- Hoi-Shan Lai : Mec dans la rue
- Kar Lok Chin : Frère B
- Emily Kwan : Faux fantôme
- Kin-Yan Lee : Policier fantôme
- Amanda Lee : Mrs. Fat
- Ben Ng : Fantôme maléfique

## Troublesome Night 6(1999)

### Fiche technique
- Titre original : Yin yang lu wu zhi xiong zhou kan
- Réalisation : Herman Yau

### Distribution
- Helena Law : Mère de Heung
- Louis Koo : Inspecteur Chak Wong
- Gigi Lai : Kwok Siu Heung
- Simon Lui : Chung
- Amanda Lee : Cheung Mo
- Yiu-Cheung Lai : Éditeur Yah Lai
- Frankie Ng Chi-hung : Bob Ng
- Nadia Chan : Lin

## Troublesome Night 7(2000)

### Fiche technique
- Titre original : Yin yang lu qi chuang dao zheng
- Réalisation : Yin Nam

### Distribution
- Helena Law : Grand-mère Ping
- Yiu-Cheung Lai : Alex
- Amanda Lee : Amanda
- Simon Lui : Detective Loui
- Louis Koo : Lok
- Nadia Chan : Ying
- Frankie Ng Chi-hung : Wai
- Koon-Lan Law : Fa

## Troublesome Night 8(2000)

### Fiche technique
- Titre original : Yin yang lu ba zhi guan cai zai
- Réalisation : Chi Keung Yuen

### Distribution
- Helena Law : Mrs. Bud Lung
- Oni Tsuka : Frère huit
- Mr. Nine : Frère neuf
- Nadia Chan : Olive
- Halina Tam : Moon
- Simon Lui : Bud Pitt
- Ka Fai Tong : Bud Gay
- Maggie Cheung Ho Yee : Fille au temple

## Troublesome Night 9(2001)

### Fiche technique
- Titre original : Yin yang lu jiu zhi ming zhuan gan kun
- Réalisation : Kai Ming Lai
- Scénario : Rex Hon et Po On Leung
- Durée : 86 minutes

### Distribution
- Helena Law : Mrs. Bud Lung
- Oni Tsuka : Frère huit
- Mr. Nine : Frère neuf
- Maggie Cheung Ho Yee : Liu Ah Yee
- Halina Tam : Moon Ah Say
- Simon Lui : Bud Pit
- Sherming Yiu : Fille au Casino
- Yiu-Cheung Lai : Mec au Casino
- Ka Fai Tong : Bud Gay

## Troublesome Night 10(2001)

### Fiche technique
- Titre original : Yin yang lu shi xuan yan zhou
- Réalisation : Chi Keung Yuen

### Distribution
- Helena Law : Mrs. Bud Lung
- Oni Tsuka : Frère huit
- Mr. Nine : Frère neuf
- Yiu-Cheung Lai : Boss
- Sherming Yiu : Yee
- Ka Fai Tong : Bud Gay

## Troublesome Night 11(2001)

### Fiche technique
- Titre original : Yin yang lu shi yi liao gui tiao ming
- Réalisation : Chris Yeung
- Scénario : James Lam

### Distribution
- Helena Law : Mrs. Bud Lung
- Oni Tsuka : Frère huit
- Mr. Nine : Frère neuf
- Halina Tam : Moon
- Ka Fai Tong : Bud Gay
- Ho Lung Cheung : Bud Ren
- Ming Kwan Chan : Eva Chan

## Troublesome Night 12(2001)

### Fiche technique
- Titre original : Yin yang lu shi er zhi mei rong shi
- Réalisation : Wai Ying Yip
- Scénario : James Lam et Po On Leung

### Distribution
- Helena Law : Mrs. Bud Lung
- Oni Tsuka : Frère huit
- Mr. Nine : Frère neuf
- Angie Cheung : Sun
- Ka Fai Tong : Bud Gay
- Ho Lung Cheung : Bud Ren

## Troublesome Night 13(2002)

### Fiche technique
- Titre original : Yin yang lu shi san zhi hua gui
- Réalisation : Yiu Ming Chan

### Distribution
- Helena Law : Mrs. Bud Lung
- Oni Tsuka : Frère huit
- Mr. Nine : Frère neuf
- Ka Fai Tong : Bud Gay
- Ho Lung Cheung : Bud Ren

## Troublesome Night 14(2002)

### Fiche technique
- Titre original : Yin yang lu shi si zhi shuang gui pai men
- Réalisation : Wai Ying Yip
- Durée : 90 minutes

### Distribution
- Helena Law : Mrs. Bud Lung
- Oni Tsuka : Frère huit
- Mr. Nine : Frère neuf
- Joe Junior : Mr. Lung
- Ka Fai Tong : Bud Gay

## Troublesome Night 15(2002)

### Fiche technique
- Titre original : Yin yang lu shi wu zhi ke si hun lai
- Réalisation : Jamie Luk
- Scénario : Yan Chit

### Distribution
- Helena Law : Mrs. Bud Lung
- Oni Tsuka : Frère huit
- Mr. Nine : Frère neuf
- Ka Fai Tong : Bud Gay
- Eric Tsang : Ngau

## Troublesome Night 16(2002)

### Fiche technique
- Titre original : Yin yang lu shi liu zhi hui dao wu xia shi dai
- Réalisation : Wai Ying Yip
- Scénario : Wa Fan Lam

### Distribution
- Helena Law : Mrs. Bud Lung
- Oni Tsuka : Frère huit
- Mr. Nine : Frère neuf
- Ka Fai Tong : Bud Gay
- Simon Loui : Bud Pit
- Kenny Bee
- Ho Lung Cheung
- Ken Chung
- Kit Ying Lam
- Shek Yin Lau

## Troublesome Night 17(2002)

### Fiche technique
- Titre original : Aau yeung liu sap chat ji gaam fong yau gwai
- Réalisation : Wai Yin Lam
- Scénario : Wa Fan Lam
- Durée : 90 minutes

### Distribution
- Helena Law : Mrs. Bud Lung
- Oni Tsuka : Frère huit
- Mr. Nine : Frère neuf
- Ka Fai Tong : Bud Gay
- Simon Lui : Bud Pit
- Sam Lee
- Teresa Mak
- Siu-Kei Lee
- Anita Chan
- Ho Lung Cheung
- Ka-Kui Ho
- Bobby Yip

## Troublesome Night 18(2003)

### Fiche technique
- Titre original : Yam yeung lo sap baat ji gwai soeng san
- Réalisation : Wa Fan Lam
- Scénario : Wa Fan Lam
- Durée : 84 minutes

### Distribution
- Helena Law : Mrs. Bud Lung
- Michael Tong : Kong Lik Son
- Frankie Ng Chi-hung : Frère Chi Hung
- Leung-Kam Pat : Huitième
- Kong Sau Yum : Ying Ying
- Ka Fai Tong : Bud Gay
- Simon Lui : Bud Pitt
- Kit Yee Chung : Femme fantôme

## Troublesome Night 19(2003)

### Fiche technique
- Titre original : Aau yeung liu sap gau ji ngo dui aan gin diy yau
- Réalisation : Wai Ying Yip
- Scénario : Wa Fan Lam

### Distribution
- Helena Law : Mrs. Bud Lung
- Oni Tsuka : Frère huit
- Mr. Nine : Frère neuf
- Ka Fai Tong : Bud Gay
- Simon Lui : Bud Pit
- Anita Chan : Audrey
- Ho Lung Cheung : Bud Yan
- Ken Wong : Lee Ka Hing
- Bobby Yip : Frère Baat

## Always Be with You(2017)

### Fiche technique
- Titre original : Seung joi nei jor yau
- Réalisation : Herman Yau
- Scénario : Herman Yau

### Distribution
- Louis Koo : Sam
- Julian Cheung : David
- Gordon Lam : Chi-keung
- Charlene Choi : Yu-xin
- Charmaine Sheh : Si
- Ava Yu (en) : Siu-hung
- Helena Law :  la tante de Sam